# (500640) 2012 VD2
(500640) 2012 VD2 es un asteroide que forma parte del cinturón interior de asteroides más concretamente al grupo de Hungaria, descubierto el 16 de octubre de 2012 por el equipo del Spacewatch desde el Observatorio Nacional de Kitt Peak, Arizona, Estados Unidos.

## Designación y nombre
Designado provisionalmente como 2012 VD2. 

## Características orbitales
2012 VD2 está situado a una distancia media del Sol de 1,870 ua, pudiendo alejarse hasta 2,015 ua y acercarse hasta 1,725 ua. Su excentricidad es 0,077 y la inclinación orbital 22,02 grados. Emplea 934,708 días en completar una órbita alrededor del Sol.

## Características físicas
La magnitud absoluta de 2012 VD2 es 17,9. 